# Kläppa
Kläppa is een plaats in de Zweedse gemeente Kungsbacka in de provincie Hallands län en het landschap Halland. De plaats heeft 298 inwoners (2005) en een oppervlakte van 26 hectare.